# Natane Locatelli
Natane Locatelli, também conhecida apenas como Natane (Garibaldi, 20 de fevereiro de 1995) é uma futebolista brasileira que atua como lateral esquerda e meia-esquerda. Atualmente, joga pelo Botafogo .
Ela é irmã gêmea da jogadora Chaiane Locatelli, que atualmente atua no Flamengo. Durante uma parte da carreira, as duas atuaram juntas nos mesmos times.

## Infância e juventude
Desde criança, o futebol era a brincadeira preferida de Natane e sua irmã, mesmo que elas morassem numa rua onde havia mais meninos do que meninas. Aos nove anos de idade, as irmãs começaram a jogar numa escolinha de futebol.
A carreira das duas se iniciou no futsal, onde as duas atuaram num time de Garibaldi, cidade natal das duas. Na época, não existia um time feminino, e portanto elas treinavam com o time masculino.
Natane se graduou em fisioterapia pelo Centro Universitário das Faculdades Metropolitanas Unidas, tendo estudado no campus Santo Amaro, localizado em Moema, na capital de São Paulo, junto com sua irmã.

## Carreira

### Início da carreira
Em 2009, com apenas 14 anos, as gêmeas foram para Porto Alegre, capital do estado em que viviam, para jogar na equipe sub-17 do Porto Alegre Futebol Clube. Ao serem convocadas para a seleção brasileira feminina sub-17, as duas foram chamadas para atuarem no Kindermann, clube catarinense da cidade de Caçador. Após isso, passaram pelo Foz Cataratas, time paranaense de Foz do Iguaçu. Em 2014, conseguiram vaga no Santos. Em janeiro de 2015, as gêmeas Locatelli foram contratadas pelo Vitória das Tabocas. Depois de uma temporada, retornaram ao Santos no mesmo ano.

### Santos
Em abril de 2015, as gêmeas retornaram ao time do Santos. A estreia das jogadoras foi contra a Portuguesa na Vila Belmiro. Natane atuou na lateral-direita. Atuando no Santos, Natane participou dos títulos do Campeonato Brasileiro de 2017 e do Campeonato Paulista de 2018.

### São Paulo
Em 2019, Natane foi anunciada como novo reforço do São Paulo. Em 2020, sua irmã Chaiane se transfere para o Botafogo, esta seria a primeira vez que a atleta iria para um clube sem a sua irmã.

### Grêmio
Em 10 de janeiro de 2023, Natane acertou sua transferência para o Grêmio, clube ao qual ela e sua família são torcedores.

### Seleção nacional
No dia 17 de julho de 2012, o então técnico da Seleção Brasileira Sub-17, Edvaldo Erlacher, convocou Natane para o treinamento que visava a disputa da Copa do Mundo Sub-17 de 2012. Sua irmã Chaiane também foi convocada. Natane atuou pelo Brasil na competição que foi disputada no Azerbaijão utilizando a camisa de número 16. Classificadas para as quartas de final, as brasileiras foram eliminadas por 2 a 1 pela Seleção Alemã no dia 5 de outubro.

## Títulos

### Santos
- Campeonato Brasileiro: 2017[carece de fontes?]
- Campeonato Paulista: 2018[carece de fontes?]

### São Paulo
- Campeonato Brasileiro - Série A2: 2019[carece de fontes?]